# Crucianella membranacea
Crucianella membranacea är en måreväxtart som beskrevs av Pierre Edmond Boissier. Crucianella membranacea ingår i släktet Crucianella och familjen måreväxter. Inga underarter finns listade i Catalogue of Life.